# Tunnel Zur guten Hoffnung
Der Tunnel Zur guten Hoffnung, auch Beyenburger Tunnel genannt, ist ein 60 m langer Eisenbahntunnel in Wuppertal. Er befindet sich auf der 1890 eröffneten Wuppertalbahn zwischen dem Bahnhof Beyenburg und dem Haltepunkt Wuppertal-Laaken nahe dem gleichnamigen Wohnplatz Zur guten Hoffnung.
Mit 60 Metern ist er der kürzeste aller elf Wuppertaler Eisenbahntunnel. Außerdem wird er, im Gegensatz zu allen anderen Wuppertaler Tunneln mit Ausnahme des Rauenthaler Tunnels, weiter in seiner ursprünglichen Funktion genutzt.
Seit dem 23. November 1994 ist der Tunnel als Teil des Baudenkmals Bergisch-Märkische Eisenbahnstrecke geschützt.